# اتحادیه فوتبال برونئی
فدراسیون فوتبال برونئی نهاد اداره‌کنندهٔ فوتبال در برونئی است. این نهاد در سال ۱۹۶۰ پایه‌گذاری شده و اکنون عضو کنفدراسیون فوتبال آسیا است. در حال حاضر ریاست این نهاد بر عهدهٔ پادوکا عبدالرحمن می‌باشد.